# A New England
Singles de Kirsty MacColl
Terry
(1983) He's on the Beach
(1985)
A New England est une chanson de Billy Bragg parue en 1983 sur son premier album, Life's a Riot with Spy Vs Spy. Elle a connu de nombreuses reprises, dont la plus connue est celle de Kirsty MacColl, sortie en 1984 et classée dans le top 10 britannique.
Les paroles débutent sur deux lignes empruntées à la chanson Leaves That Are Green de Simon & Garfunkel : « I was twenty-one years when I wrote this song / I'm twenty-two now, but I won't be for long ». La version de Kirsty MacColl inclut un couplet supplémentaire écrit à sa demande par Billy Bragg. Depuis la mort accidentelle de la chanteuse, en 2000, Bragg lui rend hommage en chantant ce couplet supplémentaire lors de ses concerts.

## Classements
| Classement (1985)              | Meilleure place |
| ------------------------------ | --------------- |
| Royaume-Uni (UK Singles Chart) | 7               |
| Suède (Sverigetopplistan)      | 18              |